# Ben More (Crianlarich)
Ben More (en gaélico escocés Beinn Mhòr pronunciado [peiɲ voːɾ], que significa "gran montaña") es una montaña y munro en el sur de las Tierras Altas de Escocia (Reino Unido), cerca de Crianlarich. Es la más alta de las llamadas colinas Crianlarich al sureste del pueblo, y no hay tierra más alta en las islas británicas al sur de Ben More. Está separado de Stob Binnein por el Bealach-eadar-dha Beinn, que significa "collado entre dos colinas".
El ascenso más simple empieza en Benmore Farm en la carretera A85. Inicialmente debe seguirse el sendero que lleva a Benmore Burn, antes de dejar este sendero y encaminarse a la cresta noroeste del Ben More. Es una subida muy inclinada, subiendo 1000 metros en alrededor de 4 kilómetros. La cresta noreste puede ser una alternativa preferible, siendo más escarpada pero menos inclinada. Para alcanzarla, el caminante debe seguir la corriente de Allt Coire Chaorach, antes de dirigirse hacia la cresta de Sròn nam Fòirsairean una vez libre del bosque que cubre las laderas inferiores de este lado del Ben More. Esta ruta tiene unos 5 kilómetros más.
El Ben More se sube a menudo junto con el Stob Binnein descendiendo al collado (Bealach-eadar-dha Beinn) y luego subiendo al segundo pico. El descenso puede hacerse directamente desde el collado hacia Benmore Burn.